# Yelena Safonova
Yelena Vsevolodvna Safonova (Leningrado, 14 de junho de 1956) é uma atriz russa.